# 珍珠莲
阿里山珍珠莲（学名：Ficus sarmentosa var. henryi）为桑科榕属下的一个变种。

## 扩展阅读
- 維基物種上的相關：珍珠莲